# Phostria purpuralis
Phostria purpuralis là một loài bướm đêm trong họ Crambidae.